# Michel-Félix-Victor de Choiseul d'Aillecourt
Pour les articles homonymes, voir Choiseul.
Michel-Félix-Victor de Choiseul d'Aillecourt est un homme politique français né le 10 avril 1754 à Paris et mort le 1er janvier 1796 .

## Biographie
Michel Félix Victor de Choiseul est le fils de Marie Gabriel Florent de Choiseul, seigneur  d'Aillecourt, Meuvy, (1728-1753) et de Marie-Françoise Lallemant de Betz (1732-1793), le petit-fils de Michel Joseph Hyacinthe Lallemant de Betz, chevalier, seigneur de Nanteau sur Lunain, Treuzy, fermier-général, qui donna à la Bibliothèque royale en 1753, une importante collection de plus de treize mille estampes, et de Marie-Marguerite Maillet de Batilly . Il est aussi le frère de Marie Gabriel Florent Auguste de Choiseul-Gouffier .
Capitaine, puis colonel dans les armées royales, il est élu député de la Noblesse du bailliage de Chaumont-en-Bassigny aux États-Généraux de 1789, mais ne prend pas une part très active aux délibérations. 
Il est promu maréchal de camp en 1791, avant de partir pour l'émigration .  
Il rejoint en Russie son frère, qui jouissait de l'estime de la famille impériale Russe. L'Impératrice lui concède une terre en Crimée, où il meurt prématurément. 

### Publication
On a de lui un texte imprimé faisant le récit des deux années passées à siéger aux Etats-généraux, puis à l'Assemblée constituante :
Compte-rendu par M. de Choiseul d'Aillecourt, député de la Noblesse du Bailliage de Chaumont en Bassigny, à ses commettants. 1791, Paris, Desenne, Gattey, Petit, un volume in 8°, 320 p..

### Mariage et descendance
Il épouse, par contrat passé le 28 juillet 1777 devant Legras, notaire à Paris , Marie Eugénie Rouillé du Coudray, fille d'Hilaire Rouillé, marquis du Coudray, et de Marie d'Abbadie, sa seconde épouse.
De cette union, sont issus :
- Gaspard-Marie-Victor de Choiseul d'Aillecourt (1779-1835), marié en 1803 avec Geneviève Françoise Aglaé de Machault d'Arnouville (1776-1869), dont postérité ;
- Anne Gabriel Auguste de Choiseul d'Aillecourt (1780-1840), marié en 1800 avec Krisztina Serenyi (1780-1819), dont postérité  ;
- André Urbain Maxime de Choiseul d'Aillecourt (1781-1854), marié en 1813 avec Adèle Félix Françoise d'Astorg (1791-1818), dont postérité ;
- Louis Eugène Augustin Hilaire de Choiseul d'Aillecourt (1783-1841), marié en 1822 avec Aimée Constance de Tulle de Villefranche (1798-1861), dont postérité ;
- Ambroisine Honorée Zoé de Choiseul d'Aillecourt (1787-1846), mariée en 1811 avec Augustin Louis Charles, marquis de Lameth (1755-1837), dont postérité.

## Sources
« Michel-Félix-Victor de Choiseul d'Aillecourt », dans Adolphe Robert et Gaston Cougny, Dictionnaire des parlementaires français, Edgar Bourloton, 1889-1891 [détail de l’édition]